# Amerikaanse koloniën

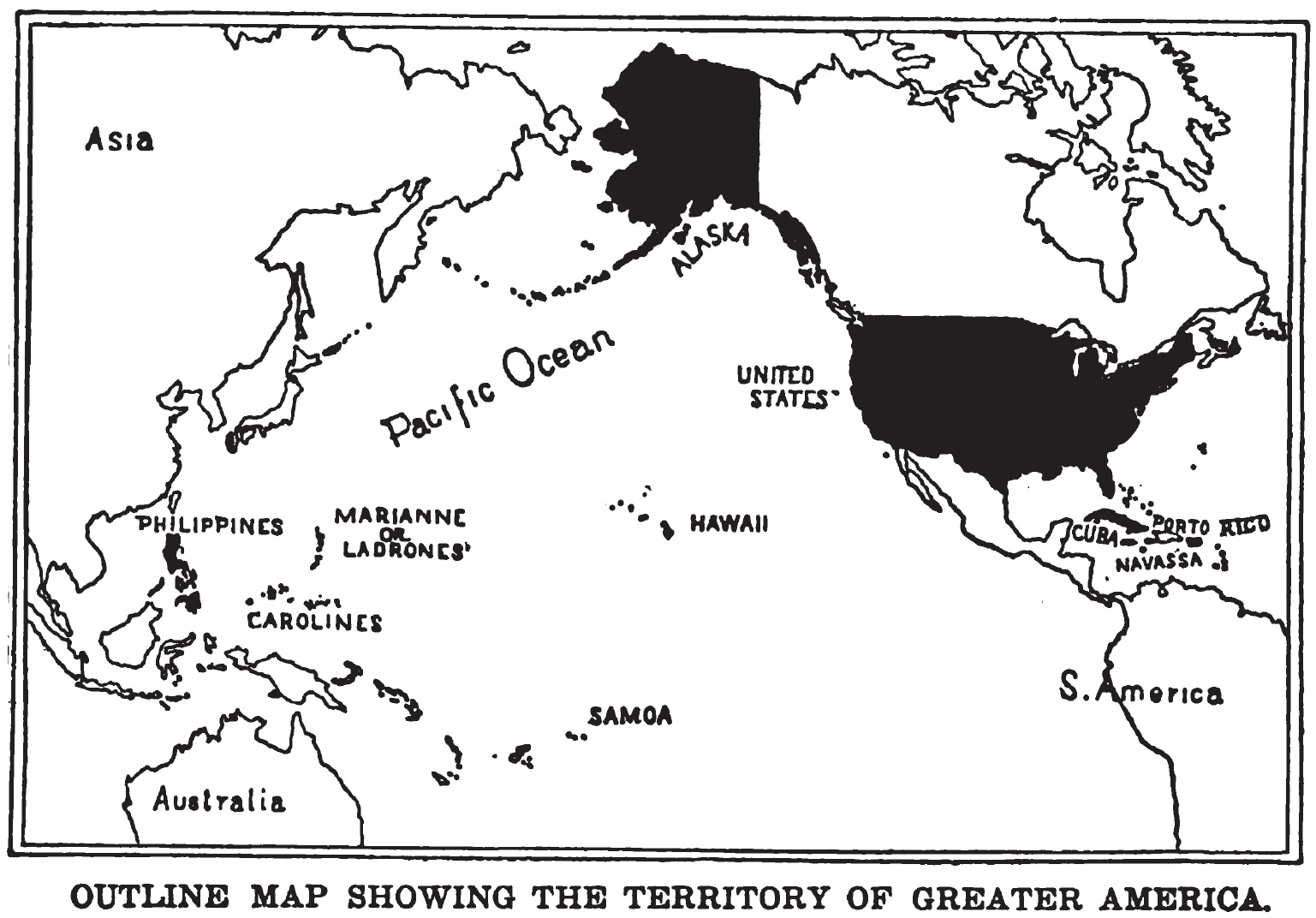
Situatie in 1899.

Een overzicht van voormalige en huidige koloniën en andere overzeese gebiedsdelen van de Verenigde Staten.

## Voormalig bezit, nu deel van de Unie
Alaska en Hawaï, respectievelijk van Rusland gekocht en geannexeerd, zijn onlosmakelijk deel van de VS en geen kolonie zoals die door Europese mogendheden werden en worden bestuurd.
- Alaska (gekocht van Rusland in 1867, staat sinds 1959)
- Hawaï (veroverd in 1898, staat sinds 1959)

## Kolonie
- Amerikaanse Maagdeneilanden (gekocht van Denemarken in 1917)
- Amerikaans-Samoa (Verkregen na de Spaans-Amerikaanse Oorlog (1898))
- Cuba (Verkregen na de Spaans-Amerikaanse Oorlog (1898), protectoraat tot 1934)
- Filipijnen (Verkregen na de Spaans-Amerikaanse Oorlog (1898), onafhankelijk in 1947)
- Guam (Verkregen na de Spaans-Amerikaanse Oorlog (1898))
- Liberia (1822–1846, als thuisland voor voormalige slaven en vrije zwarten)
- Panamakanaalzone (1903-1977)
- Puerto Rico (Verkregen na de Spaans-Amerikaanse Oorlog (1898))

## Amerikaans bezit
Deze eilanden, uitgezonderd Midway en Navassa, zijn onderdeel van de Kleine afgelegen eilanden van de Verenigde Staten, zijn door de VS in bezit genomen in het kader van de Guano Act en worden thans voor het overgrote deel in beslag genomen door natuurreservaten en ook militaire installaties. Geen van deze eilanden zijn permanent bewoond.
- Baker (sinds 1857)
- Howland (sinds 1857)
- Jarvis (sinds 1857)
- Johnston (sinds 1857)
- Kingman (sinds 1922)
- Midway (sinds 1867)
- Navassa (sinds 1857)
- Palmyra (sinds 1898)
- Wake (sinds 1899)
- Islas del Cisne (1857-1972)

## Voormalige en huidige Trustgebieden
Door de Verenigde Naties aan de Verenigde Staten na de Tweede Wereldoorlog als trustgebied toegewezen.
- Marshalleilanden (Trustgebied, 1947-1986)
- Micronesia (Trustgebied, 1947-1986)
- Noordelijke Marianen (sinds 1947)
- Palau (Trustgebied, 1947-1994)